# قرار مجلس الأمن التابع للأمم المتحدة رقم 1804
قرار مجلس الأمن التابع للأمم المتحدة رقم 1804، المتخذ في 13 مارس 2008، ويتعلق القرار بالوضع في منطقة البحيرات الكبرى في جمهورية الكونغو الديمقراطية.

## خلفية
يتخذ الاستخدام العسكري للأطفال ثلاثة أشكال مختلفة: يمكن للأطفال المشاركة بشكل مباشر في الأعمال العدائية كجنود أطفال، أو يمكن استخدامهم في أدوار داعمة مثل الحمالين والجواسيس والمراسلين والمراقبين والعبيد الجنسيين؛ أو يمكن استخدامها لتحقيق مكاسب سياسية إما كدروع بشرية أو في الدعاية. عبر التاريخ وفي العديد من الثقافات، شارك الأطفال على نطاق واسع في الحملات العسكرية حتى عندما كان من المفترض أن هذه الممارسات كانت ضد الأخلاق الثقافية. منذ سبعينيات القرن الماضي، دخل عدد من الاتفاقيات الدولية حيز التنفيذ التي تحاول الحد من مشاركة الأطفال في النزاعات المسلحة، ومع ذلك، أفاد تحالف وقف استخدام الأطفال كجنود بأن استخدام الأطفال في القوات العسكرية، والمشاركة النشطة للأطفال في النزاعات المسلحة منتشر على نطاق واسع

## القرار
ينص القرار 1804 على أن وجود الجماعات المسلحة في جمهورية الكونغو الديمقراطية يشكل تهديدًا لأمنها القومي. ويطلب من جميع الجماعات إلقاء كل أسلحتها وتسليم نفسها للسلطات الكونغولية وبعثة الأمم المتحدة. كما دعا القرار القوات المسلحة الرواندية إلى التوقف عن تجنيد الأطفال واستخدامهم، ووقف العنف القائم على النوع الاجتماعي مثل الاغتصاب وغيره من الانتهاكات الجنسية.

## روابط خارجية
- نص القرار في undocs.org
- قرار صحفي 1804